# 謝苗·克里沃申
謝苗·莫伊谢耶维奇·克里沃申（羅馬化：Semyon Moiseyevich Krivoshein；1899年11月28日—1978年9月16日），苏联装甲兵指挥官，生于俄罗斯帝国沃罗涅日，曾在谢苗·布琼尼的骑兵第1集团军中参与俄罗斯内战，后参与苏军装甲兵改革，第二次世界大战期间初期担任第4集团军第29坦克旅旅长，参与蘇聯入侵波蘭并与德军将领古德里安共同出席苏德布列斯特-立陶夫斯克联合阅兵。纳粹德国撕毁苏德互不侵犯条约入侵苏联后，克里沃申曾参与库尔斯克战役。